# Cantó d'Estrasburg-5
El cantó d'Estrasburg-5 (alsacià Kanton Stroosburi-5) és un divisió administrativa francesa situat al departament del Baix Rin i a la regió del Gran Est. Comprèn el barri de Robertsau.